# Староновая синагога
Староно́вая синаго́га (чеш. Staronová synagoga, нем. Altneu-Synagoge) — старейшая действующая синагога Европы, расположенная в Праге, в квартале под названием Йозефов.

## Этимология
Первоначально здание именовалось «Новой синагогой» или «Большой синагогой». Позже, когда в XVI веке начали строиться новые синагоги, его стали называть «Староновой синагогой».

## История

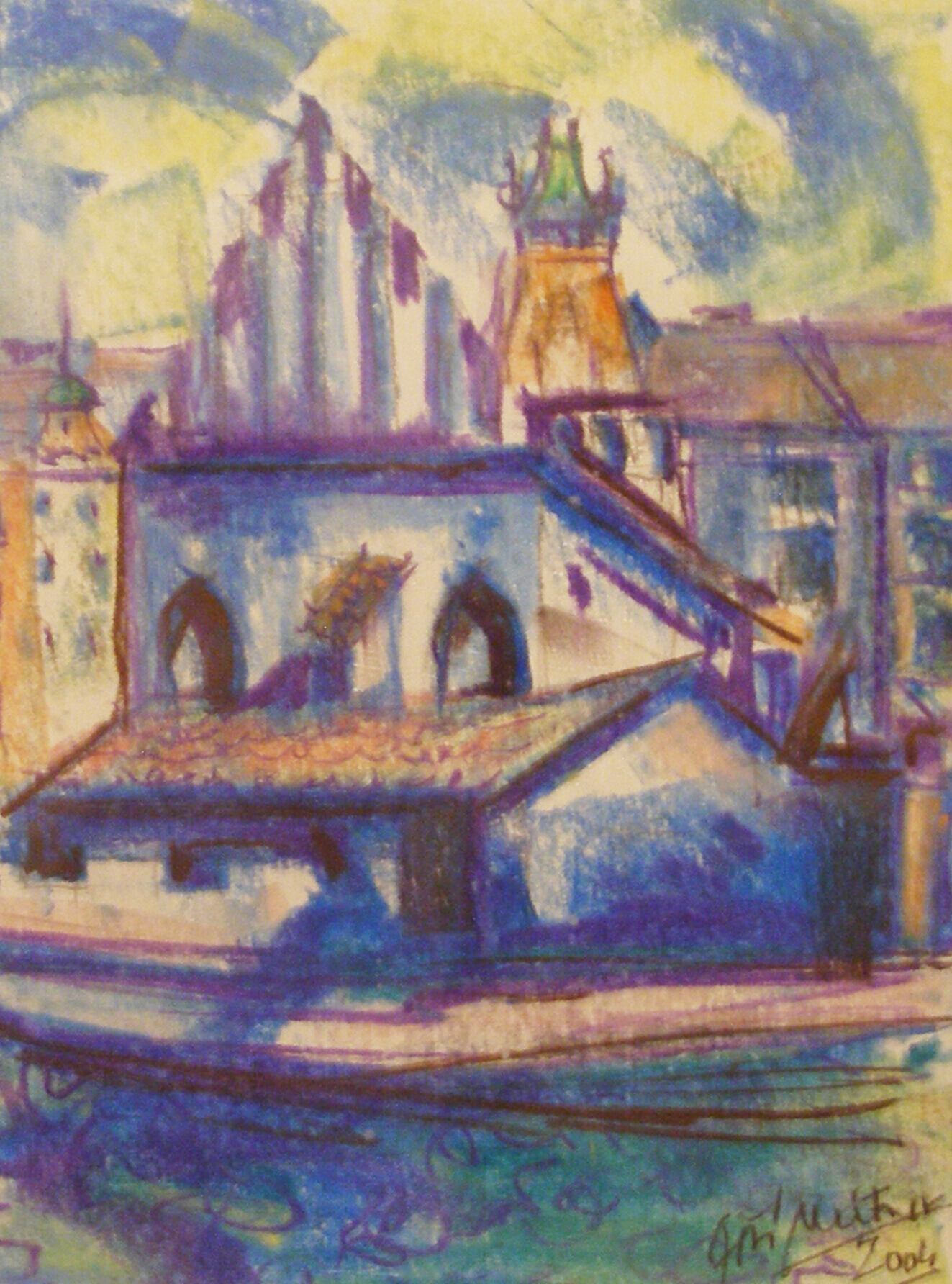
Jiří Meitner. Староновая синагога (работа мелом)

Двухнефная синагога в Праге была возведена в последней трети XIII века королевскими каменщиками, работавшими неподалёку на строительстве Анежского монастыря.

## Интерьер
Интерьер представляет собой двухнефный объём, перекрытый шестью парусами нервюрных сводов, опирающихся на два мощных столба. Здесь сохранилось первоначальное, по окружности стен, расположение сидений, обращенных к центру, где находится возвышение с пюпитром для Торы.
В синагоге, согласно ортодоксальному обычаю, места для мужчин и женщин во время службы располагаются отдельно. Женщины сидят во внешней комнате с маленькими окнами, ведущими в главное помещение.
Каркас крыши, фронтон и боковая стена датируются годами Средневековья.
Необычная особенность — большой флаг на западной колонне, на котором изображены Звезда Давида, текст Шма и еврейская шляпа, ставшая символом еврейской общины в Праге с XV столетия. Право иметь флаг, символ автономии общины, было пожаловано Фердинандом II, императором Священной Римской империи, как признание заслуг евреев при обороне Праги от шведов. Нынешний флаг был предоставлен евреям Карлом VI (флаг, демонстрируемый теперь, представляет собой его точную копию).
В небольшом парке за синагогой помещена скульптура Моисея 1905 года из бронзы работы скульптора Франтишека Билека.

## Голем Праги
Со Староновой синагогой связано много легенд.
Так, говорят, что на чердаке, где размещается гениза пражской общины, покоится тело голема, созданного раввином Иудой бен Бецалелем. В легенде говорится о нацистском агенте, который в годы Второй мировой войны поднялся на чердак и попытался ударить Голема, но при этом погиб. Лестницу, ведущую на чердак с внешней стороны, убрали, и чердак закрыт для широкой публики.

## Галерея

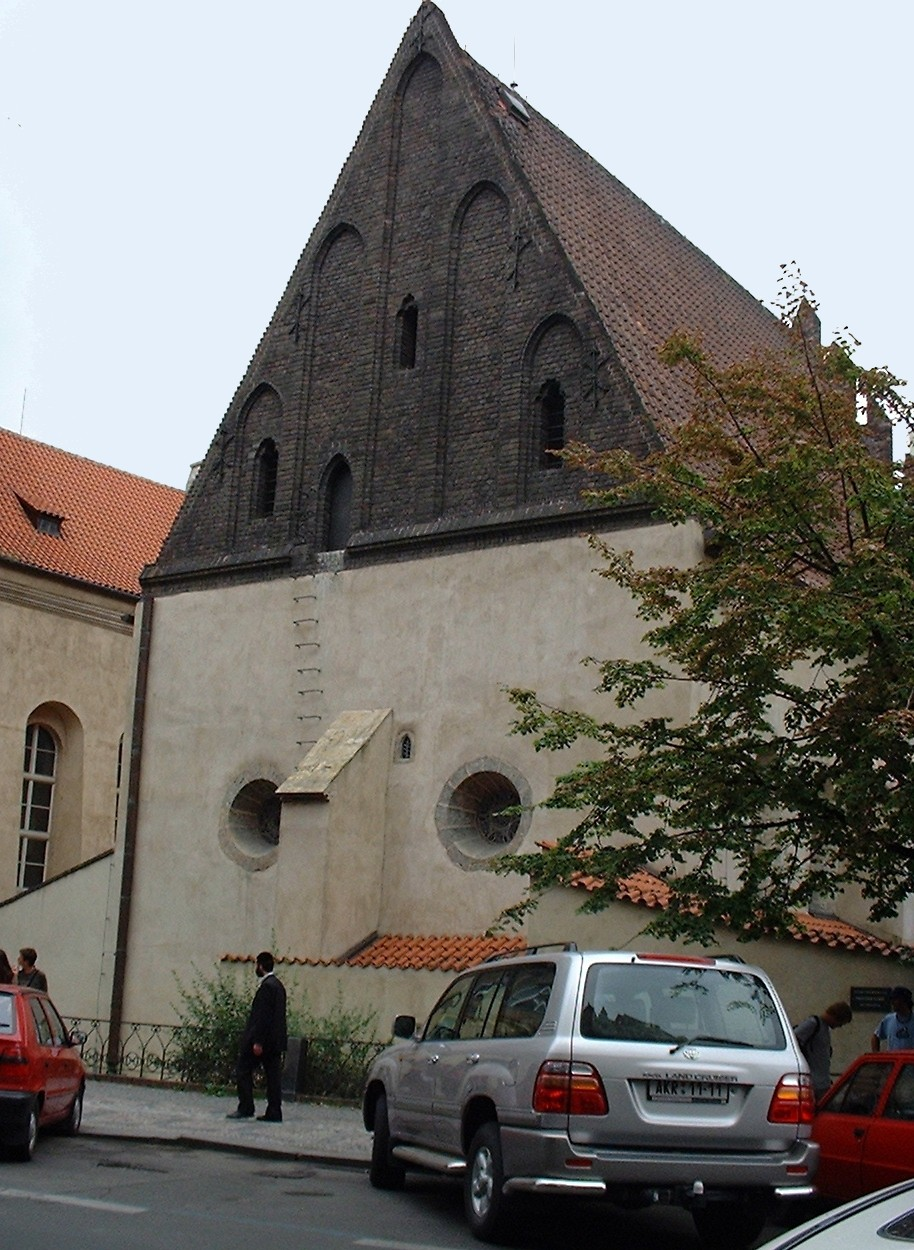
Восточный фасад
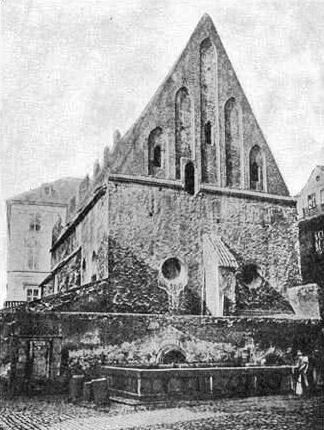
Староновая синагога до 1906 года
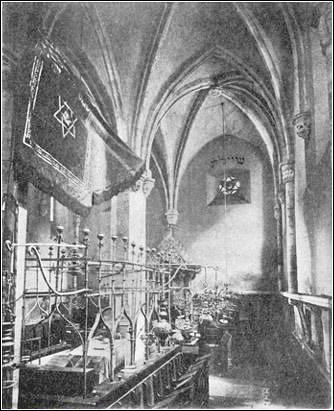
Интерьер Староновой синагоги
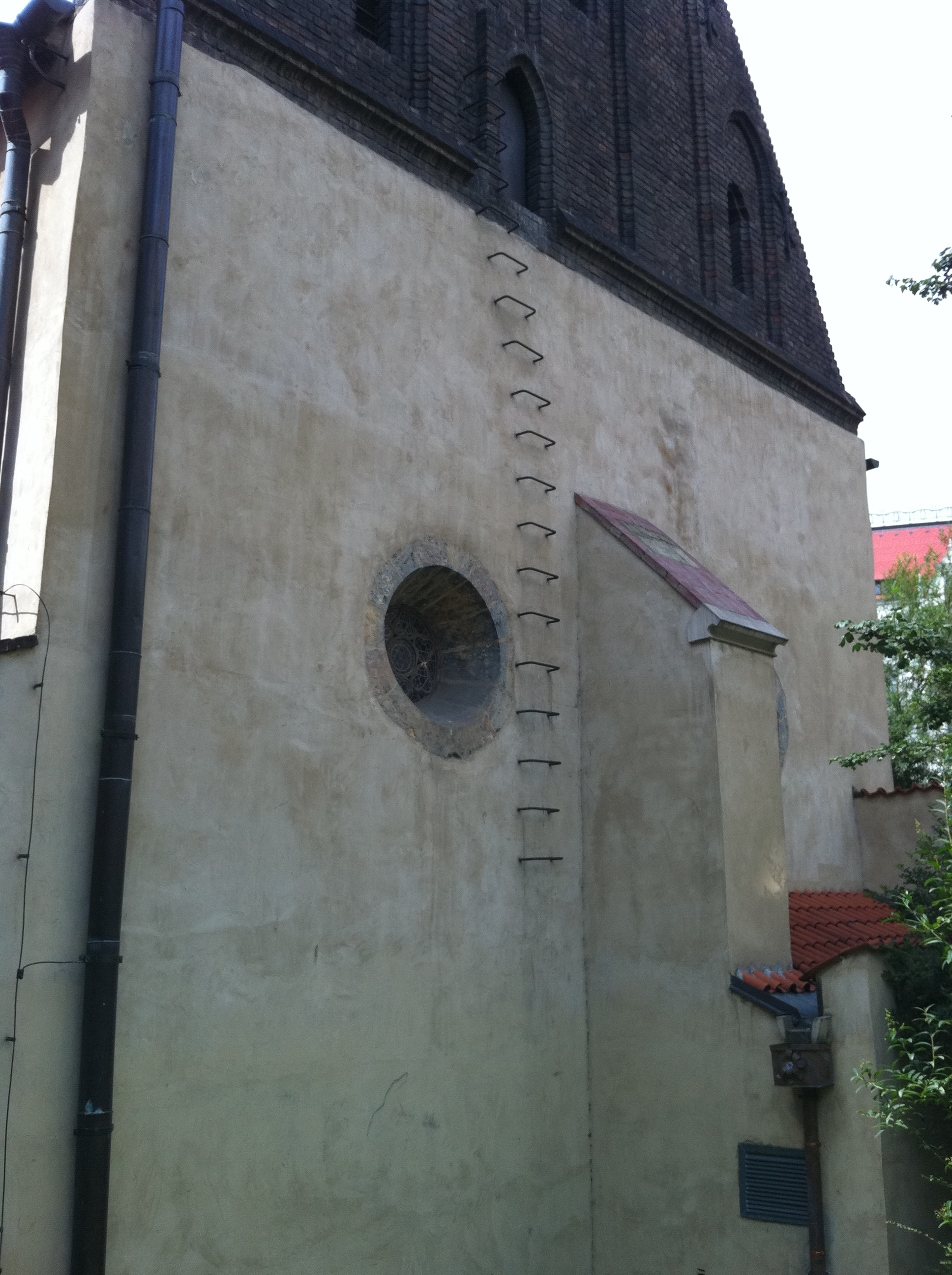
Вид здания сзади с лестницей, ведущей на чердак
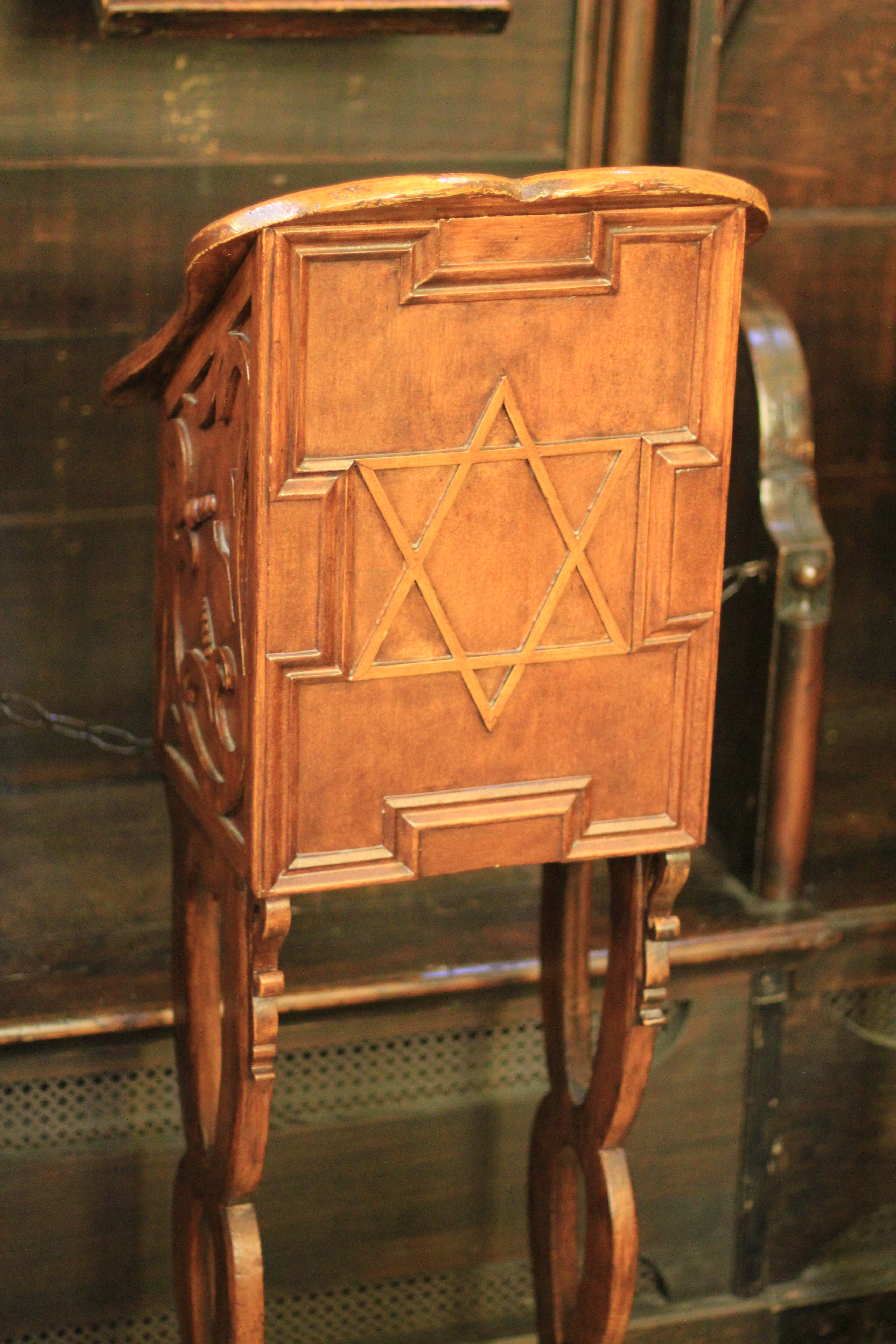
Стул раввина Лёва
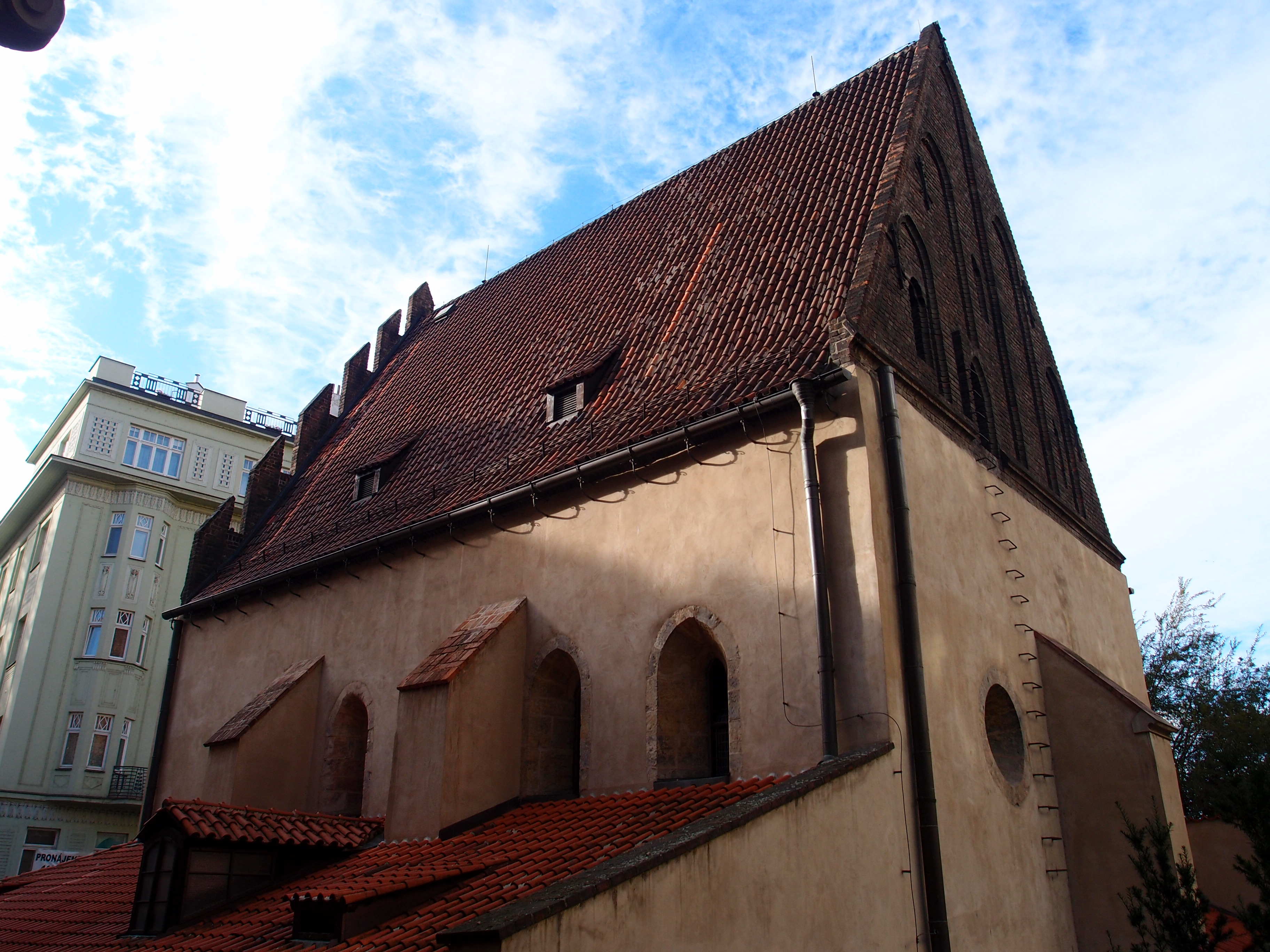
Вид с юго-востока